# ボカロがライバル☆
「ボカロがライバル☆」は、吉木りさの3枚目のシングル。2012年8月22日に日本コロムビアから発売された。

## 概要
表題曲は、TBS系テレビ『ランク王国』2012年8・9月度 オープニングテーマに決定した。
初回限定盤には「ボカロがライバル☆」のPVDVDが同梱されている。

## 収録曲
1. ボカロがライバル☆ 
作詞・作曲・編曲：前山田健一
2. Sweetie*Girl
作詞・作曲・編曲：八王子P
3. 永久星座
作詞：mavie、作曲：白戸佑輔、編曲：齋藤真也
4. ボカロがライバル☆ (Instrumental)
5. Sweetie*Girl (Instrumental)
6. 永久星座 (Instrumental)